# Centre d’art contemporain Genève

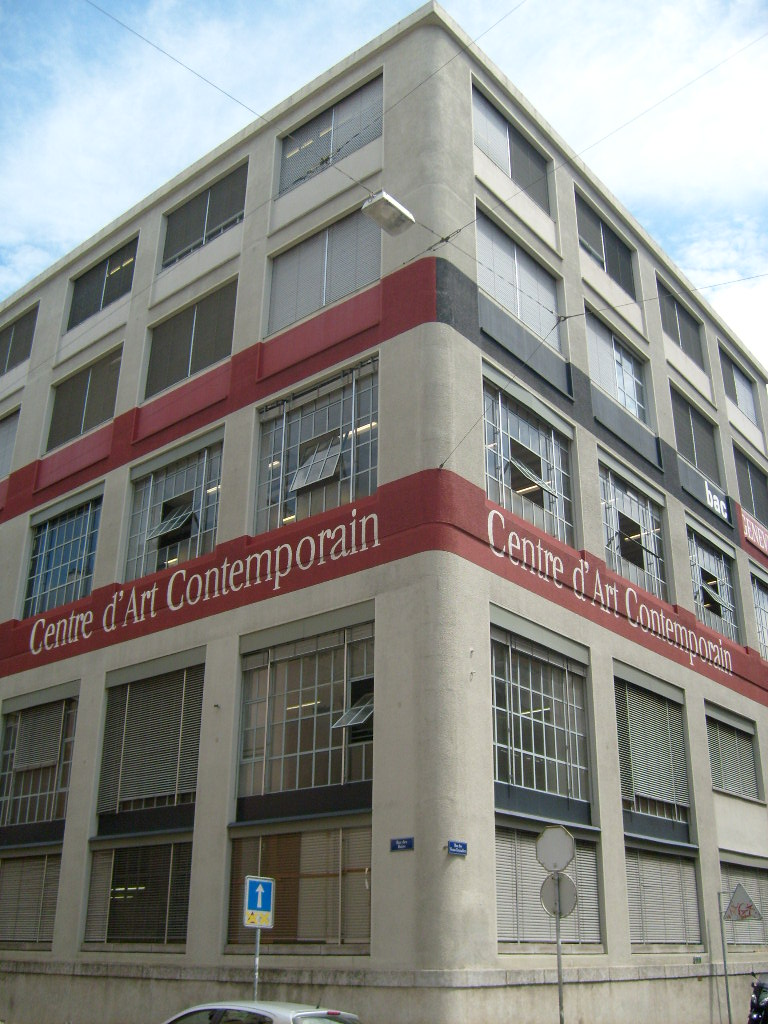
Centre d'art contemporain Genève (2009)

Das Centre d’art contemporain Genève (CAC) wurde 1974 als Ausstellungsraum für zeitgenössische Kunst eingerichtet.
Es war die erste Einrichtung dieser Art in der Suisse Romande, der französischsprachigen Schweiz. Seit seiner Gründung hat das CAC zahlreiche Ausstellungen realisiert. 2010 übernahm das CAC die Aufgaben des bisherigen Centre pour l’Image Contemporaine (CIC), welches 1985 eingerichtet wurde, um Ausstellungen und Events zu zeigen, die sich sowohl mit neuen Technologien wie Video, Multimedia und dem Internet als auch mit Fotografie und Film befassen.
Neben den Ausstellungen mit Werken internationaler Künstler, wie zum Beispiel Joseph Beuys, August Sander oder William Kentridge wurden auch Werke verschiedener zeitgenössischer Schweizer Künstler wie Olaf Breuning, Pipilotti Rist, Ugo Rondinone, Valentin Carron oder Philippe Decrauzat gezeigt.

## Direktion
- 1974–1990: Adelina von Fürstenberg[1]
- 1990–2001: Paolo Colombo[2]
- 2002–2011: Katya García‑Antón[3]
- seit 2012: Andrea Bellini[4][1]